# Конвивио Вила Сант'Антонио (Бреша)
Конвивио Вила Сант'Антонио је насеље у Италији у округу Бреша, региону Ломбардија.
Према процени из 2011. у насељу је живело 7 становника. Насеље се налази на надморској висини од 183 м.